# Salix kusanoi
Salix kusanoi es una especie de sauce perteneciente a la familia de las salicáceas. Es nativa de Asia.

## Descripción
Es un árbol que alcanza un tamaño de 6 m de altura. Con un año de edad, las ramitas son de color rojo púrpura-negro, glabras; las ramillas juveniles gris y marrón suave. Los brotes rojo púrpura, ovoide-cónicos, subglabros. Las hojas pecioladas, ovadas, ovado-elípticas, de 9 × 4 cm, el envés  un poco pálido, el haz de color verde, y marrón suave a lo largo de nervio central, la base redondeada, obtusa o subcordada, el margen entero, el ápice agudo o acuminado. La floración es precoz. El amento masculino es cilíndrico de 8 (-9) cm; y el femenino de 3 x 1 cm, pedunculado, con  brácteas como en los amentos masculinos.

## Distribución
Se encuentra en las riveras de los ríos en Taiwán.

## Taxonomía
Salix kusanoi fue descrita por (Hayata) C.K.Schneid. y publicado en Plantae Wilsonianae 3(1): 100, en el año 1916
Etimología
Salix: nombre genérico latino para el sauce, sus ramas y madera.
kusanoi: epíteto
Sinonimia
- Pleiarina kusanoi (Hayata) N.Chao & G.T.Gong
- Salix suishaensis Hayata
- Salix tetrasperma var. kusanoi Hayata[4]